# Калача (Салаж)
Калача (рум. Călacea) насеље је у Румунији у округу Салаж у општини Гарбоу. Oпштина се налази на надморској висини од 340 m.

## Становништво
Према подацима из 2002. године у насељу је живело 342 становника, од којих су сви румунске националности.